# Brauerei „zum Schiffchen“

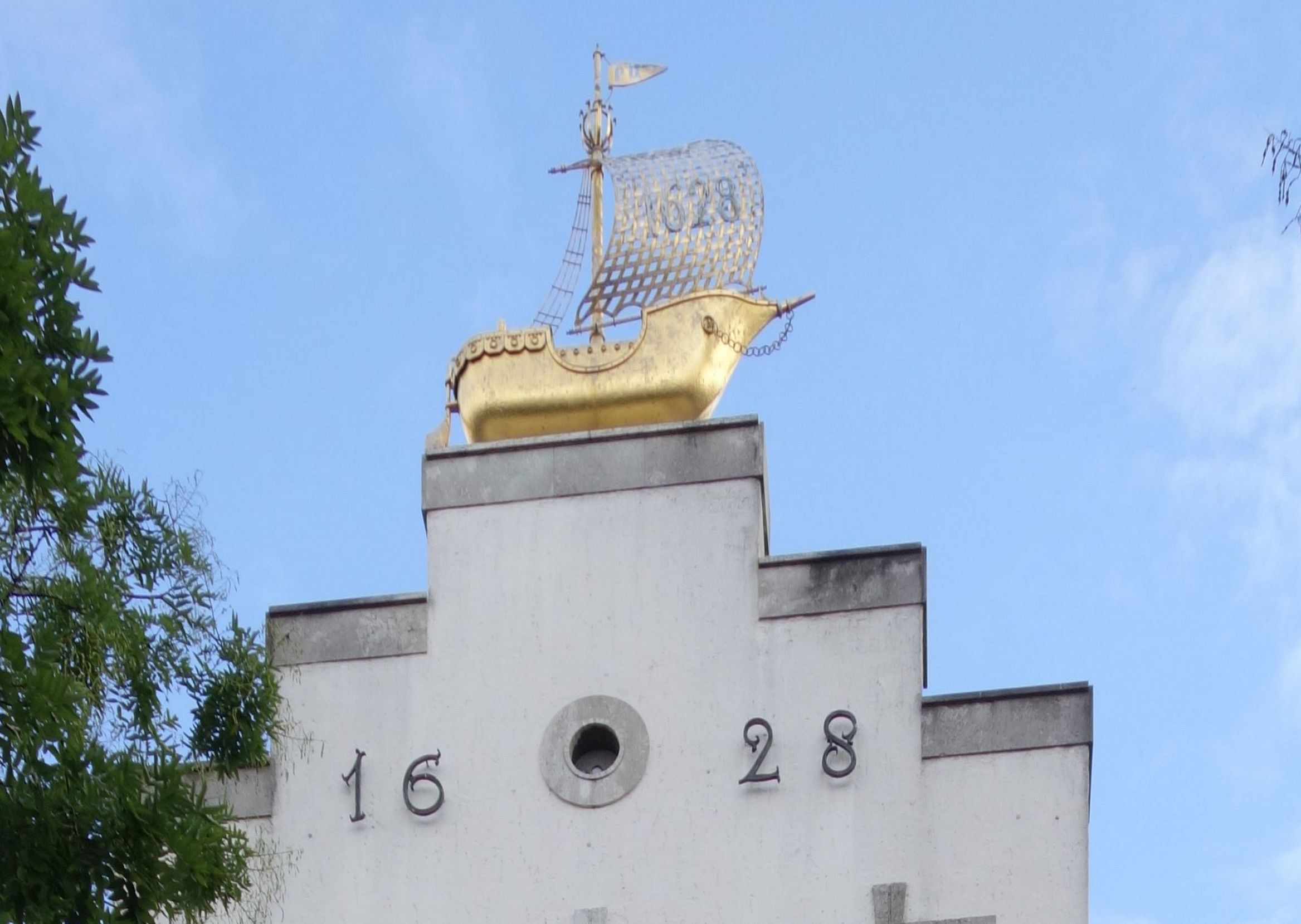
Dachfirst mit goldenem Schiffchen

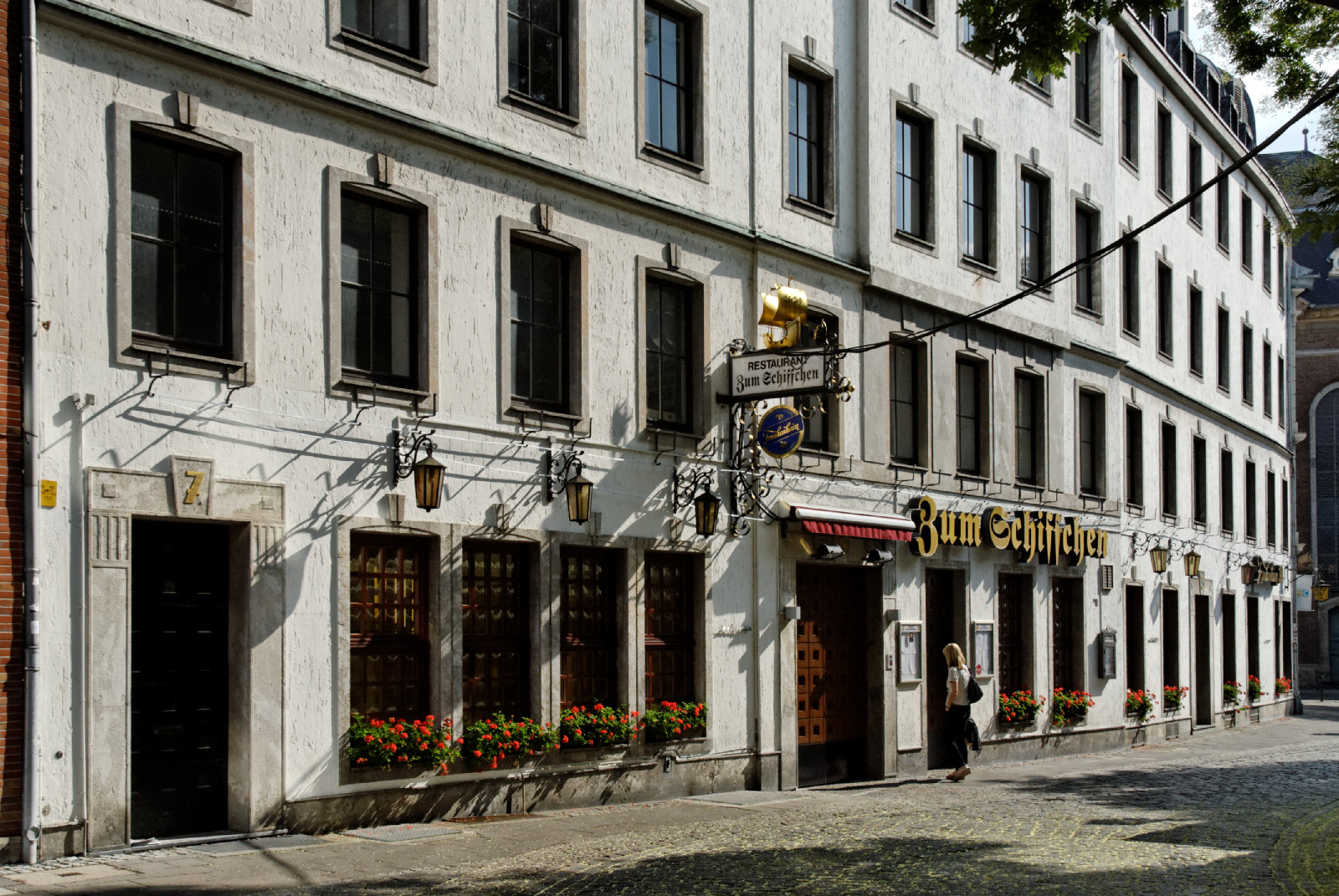
Brauerei „zum Schiffchen“ (2011)

Die Brauerei „zum Schiffchen“ in der Hafenstraße 5 in Düsseldorf ist ein gutbürgerliches Restaurant mit rheinischer Küche im niederrheinischen Stil.

## Geschichte

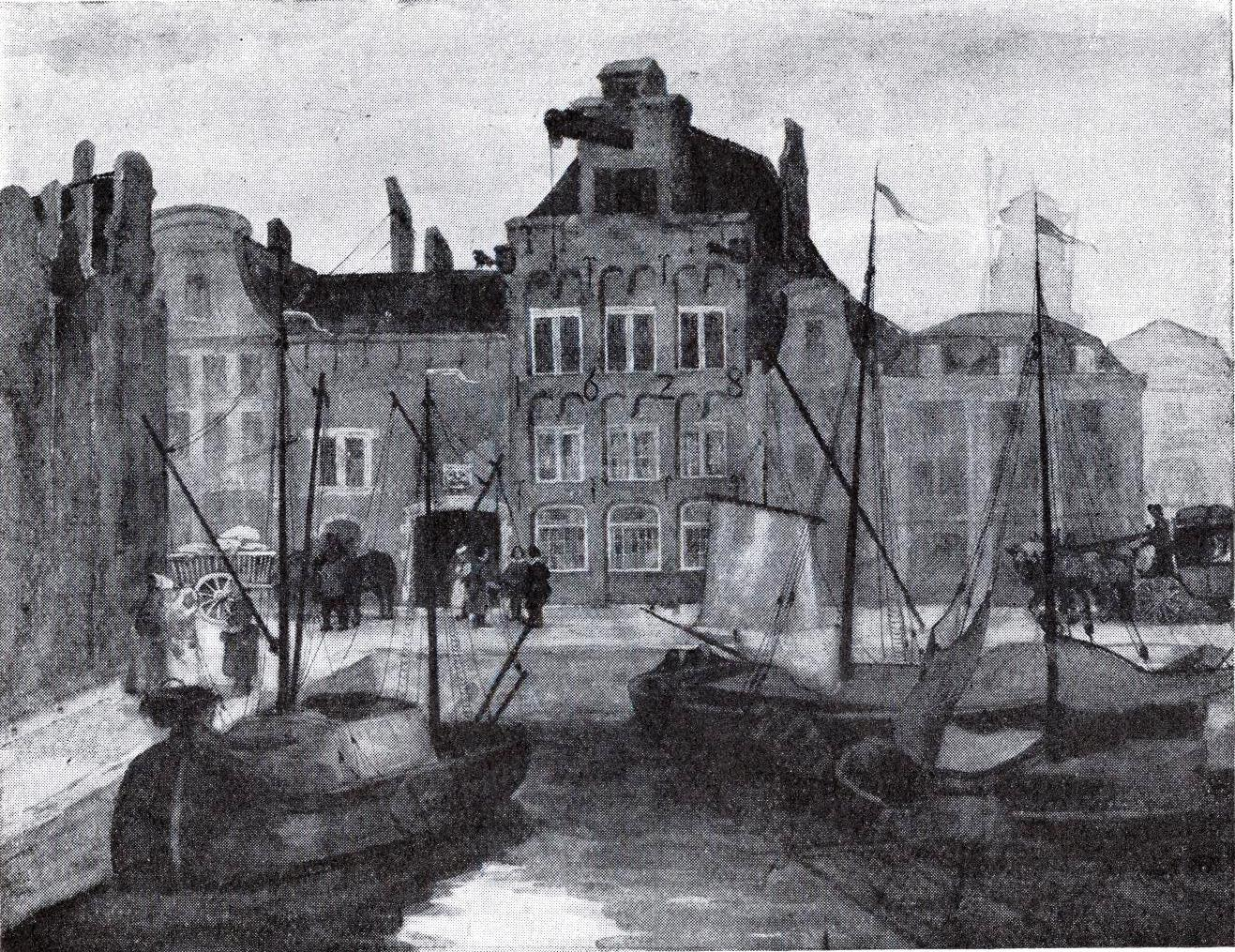
Brauerei „zum Schiffchen“ im 18. Jahrhundert (Skizze von Franz Bernhard Custodis)

Einst befand sich auf dem Grundstück eine kurfürstliche Wassermühle, angetrieben vom südlichen Düsselarm. 1628 erteilte Herzog Wolfgang Wilhelm von Jülich und Berg einem Wilhelm Hütten für 625 Gulden die Genehmigung, eine Brauerei und Gaststätte unter dem noch heute gültigen Namen zu betreiben. Im Verlauf der Koalitionskriege zerstörten 1794 Bombardements das Haus, worauf es niederbrannte und wieder aufgebaut werden musste. 1811 kehrte hier Napoleon ein. 1893 erwarb der in der Hafenstraße 1 geborene Wilhelm Hoff erst das Stammhaus in der Nummer 5, danach das Gebäude in der Hafenstraße 3 und später Nummer 7. Das Haus Nummer 3 war vor 1769 als Gasthof „Zum Hölzernen Geist“ bekannt und hieß danach „Zum Bönn'schen Hof“. Für letzteren Gasthof wird in einer Zeitungsnotiz von 1790 für nach Düsseldorf angereiste Personen mitgeteilt, dass „Hr. Kriegsrath Gerhard, Hr.Hofrath Hasenbach v. Cöln am 8ten (November) im Bönnischen Hof abgestiegen waren“.
An Hoff erinnert über dem großen doppeltürigen Eingang ums Eck herum eine Inschrift mit einem Schiffchen, an dem „Brauerei-Eingang Wilh. Hoff“ steht. 1911 waren Umbauten nach Entwürfen des Malers Karl Hemming fertiggestellt. Im April 1928 wurde das dreihundertjährige Jubiläum der Brauerei „Zum Schiffchen“ gefeiert. Der Gebäudekomplex wurde im Zweiten Weltkrieg erneut beschädigt und danach vereinfacht wieder aufgebaut.

## Architektur

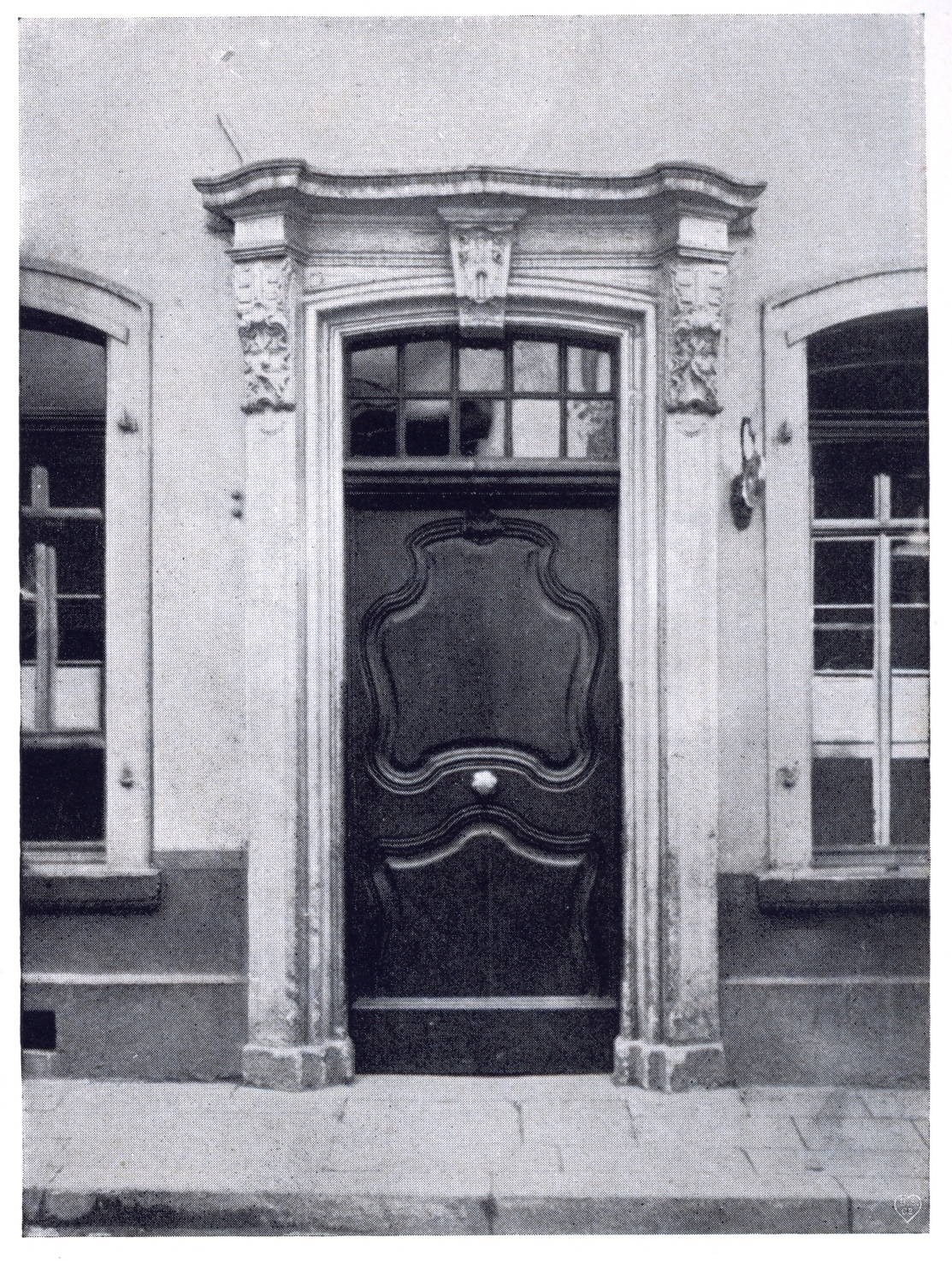
Hafenstraße 7, historischer Eingang und Fassade (1909)
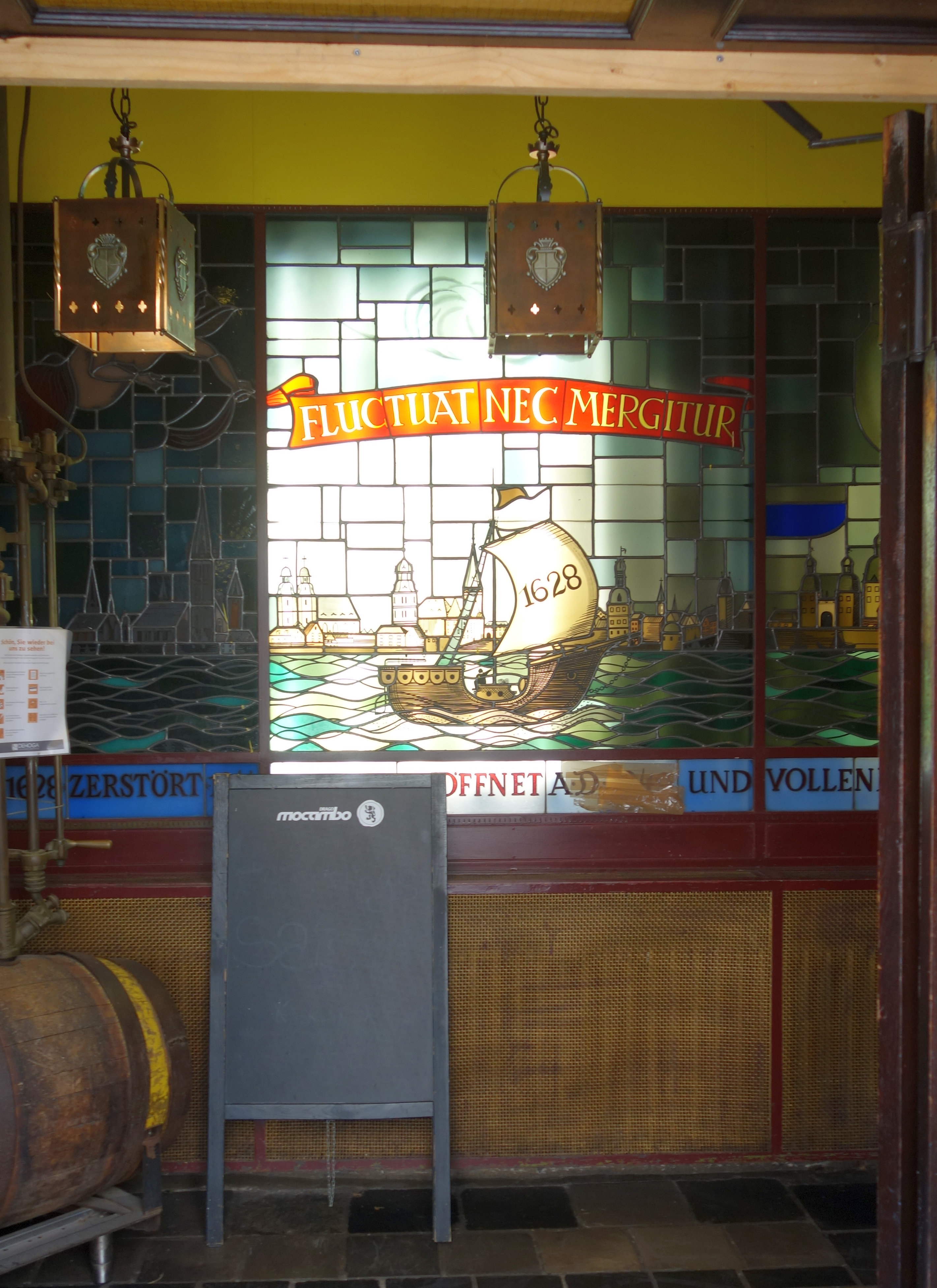
Blick in den Vorraum (2022)

- Nr. 7: Das Haus ist sowohl historisch als auch architektonisch bedeutsam. Der Historiker Heinrich Ferber schreibt, dass das Haus um 1820 Balthasar Weiler gehörte.[4] Der Architekt Josef Kleesattel beschreibt das Portal: „Wertvoll ist auch die Tür mit Umrahmung an einem Hause in der Hafenstraße (Abb. 88) […]“[5] Paul Sültenfuß vergleicht das Portal des Hauses Hafenstraße 7 mit dem Portal am Schloss Jägerhof und sieht stilistische Ähnlichkeiten – „es darf mit jenen von Schloss Jägerhof in Verbindung gebracht werden: schräg gestellte Pilaster und ausladende Deckplatte“.[6] Die Türfüllung des Hauses zeigt noch eine schwerfällige barocke Kartusche, wie bei Haus Neustraße 12. Das Gebäude ist heute Teil der historischen Gaststätte Brauerei zum Schiffchen.[2]

## Rezeption
Als es noch eine Brauerei war, gehörte das 1628 errichtete „Schiffchen“ zu den ältesten Gasthausbrauereien der Stadt, die am 1. Mai 1928 ihr dreihundertjähriges Bestehen feierte. Bereits damals erlangte die Brauerei eine gewisse Rezeption. Georg Spickhoff schrieb über das Schiffchen:

„Möge das alte Haus ‚Zum Schiffchen‘, das die Geschichte unserer schönen Stadt Düsseldorf seit drei Jahrhunderten miterlebt hat, in Ehren weiter bestehen; möge es sich auch für die ferneren Zeiten der Sympathie unserer Bürgeschaft und der unsere Stadt besuchenden Fremden erfreuen. Möge sie wie bisher stets sein und bleiben einer der beliebtesten und gemütlichen Gaststätten Düsseldorfs: die Brauerei ‚Zum Schiffchen‘“

Georg Spickhoff publizierte eine Erzählung des Kölner Schriftstellers Hans Becker-Kaulen, in der eine Beschreibung des Hauses „zum Schiffchen“ und dessen Aussehen um die Zeit von 1800 enthalten ist. Diese Beschreibung stammt von dem gebürtigen Düsseldorfer Historienmaler Hermann Becker, dem Vater des Kölner Schriftstellers Hans Becker-Kaulen. Als Gast kamen neben Heinrich Heine auch Mitglieder der Kunstakademie Düsseldorf, wie Lambert Cornelius, der Bruder des Peter von Cornelius, und die Maler Hermann Becker, Karl Ferdinand Sohn, Caspar Scheuren und Johann Peter Hasenclever, der schrieb:
Im Abschnitt über Düsseldorf der Buchreihe Was nicht im „Baedeker“ steht wurde das Schiffchen folgendermaßen beschrieben:

„Diese Lokale hier in der Altstadt - das muß man zugunsten Düsseldorfs sagen - sind viel echter und sehr viel lebendiger als die die alten kölschen Kneipen. Jedenfalls was ihre Besucher anbelangt, denn hier bei Reusch oder auch in dem berühmten "Schiffchen" nebenan in der Hafenstraße sitzt alles, sämtliche Typen, die Düsseldorf aufzuweisen hat, friedlich beisammen. Da sitzt das Dienstmädchen mit ihrem Schatz, und nebenan sitzt der Generaldirektor, sagen wir etwa des "Phönix", mit seiner eleganten Gattin, alles durcheinander.“

## Gäste
In der Festschrift zum dreihundertjährigen Geschäftsjubiläum der Brauerei 1928 wurden von Georg Spickhoff auch einige Originale aus Düsseldorf von Ende des 19. Jahrhunderts angeführt. Diese Düsseldorfer Originale waren Persönlichkeiten, von denen Carl Maria Seyppel in den 1870er und 1880er Jahren Zeichnungen angefertigt hatte. Da sie auch Gäste in der Brauerei zum Schiffchen waren, wurde auf sie in der Festschrift hingewiesen. Hans Müller-Schlösser hatte diese Originale ebenfalls erwähnt.
- Der Mehlbüdel: Dieser wurde auch Pieseröhr genannt.
- Professor Läwerwoosch: Dieser hatte seinen Hörsaal auf einer Mansarde in der Berger Straße.[10]„Dessen Lieblingsspeise war die gewöhnliche Leberwurst, von der er immer ein Stück in fettiges Zeitungspapier eingewickelt im Rockschoß, oft genug platt gedrückt, weil er sich darauf setzte, erteilt der Düsseldorfer Jugend französischen Privatunterricht.“ (Hans Müller-Schlösser)
- Der hölzerne Deuwel. Dieser wurde nach seinem hölzernen Stelzbein so genannt. Er trug eine blaue Brille und eine Kappe, deren Schirm bis auf die Nase hing. Mit seiner Drehorgel war er der Düsseldorfer Straßenmusikant.[11]
- Der schäle Moritz, dessen Tochter als Konzertsängerin auftrat, war so stolz auf sie, dass er jeden auf der Straße anhielt, um von deren neuesten Erfolgen lispelnd und mit viel Gebärdenspiel zu berichten.
- „Der Muggel“, Wilddieb.

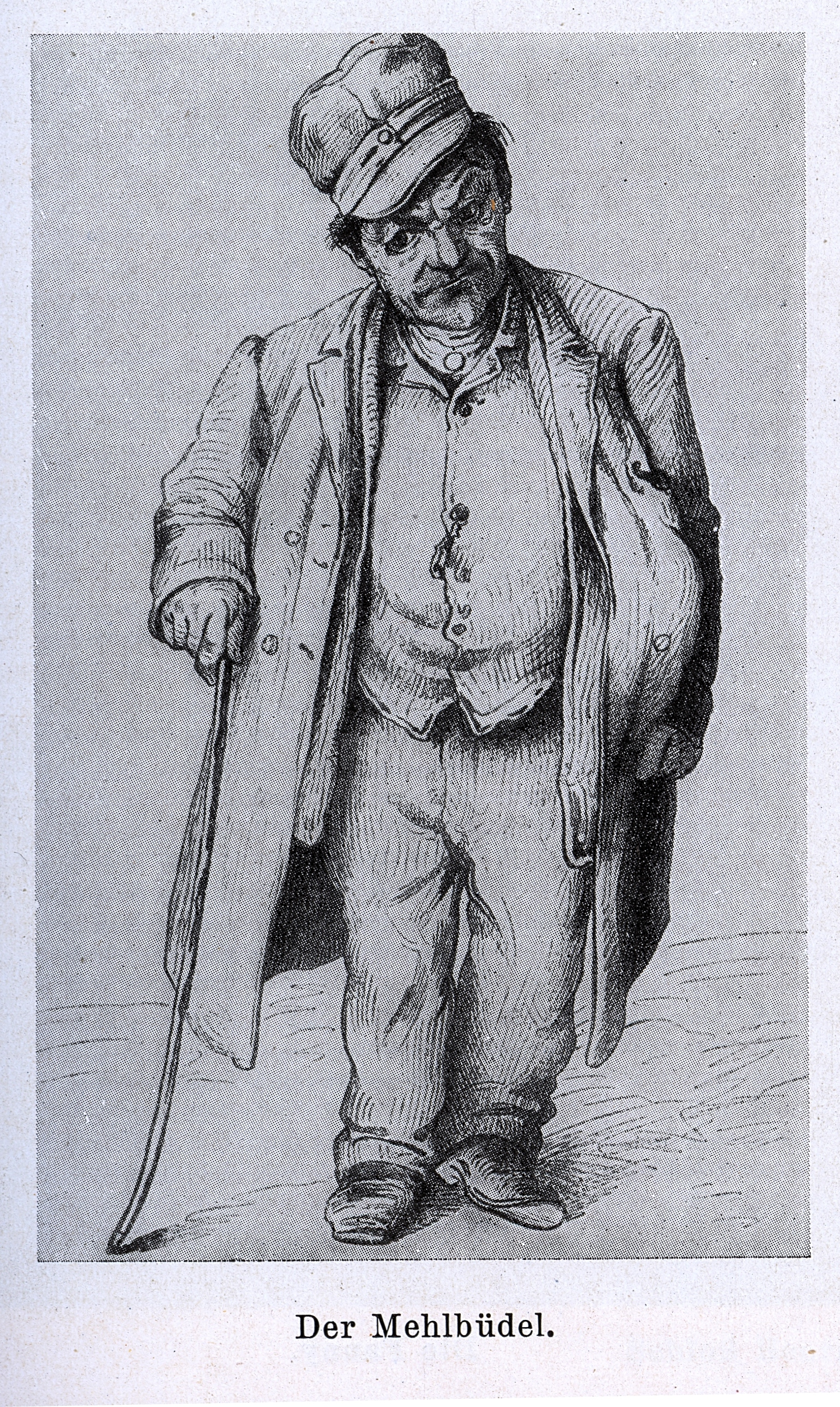
Der Mehlbüdel
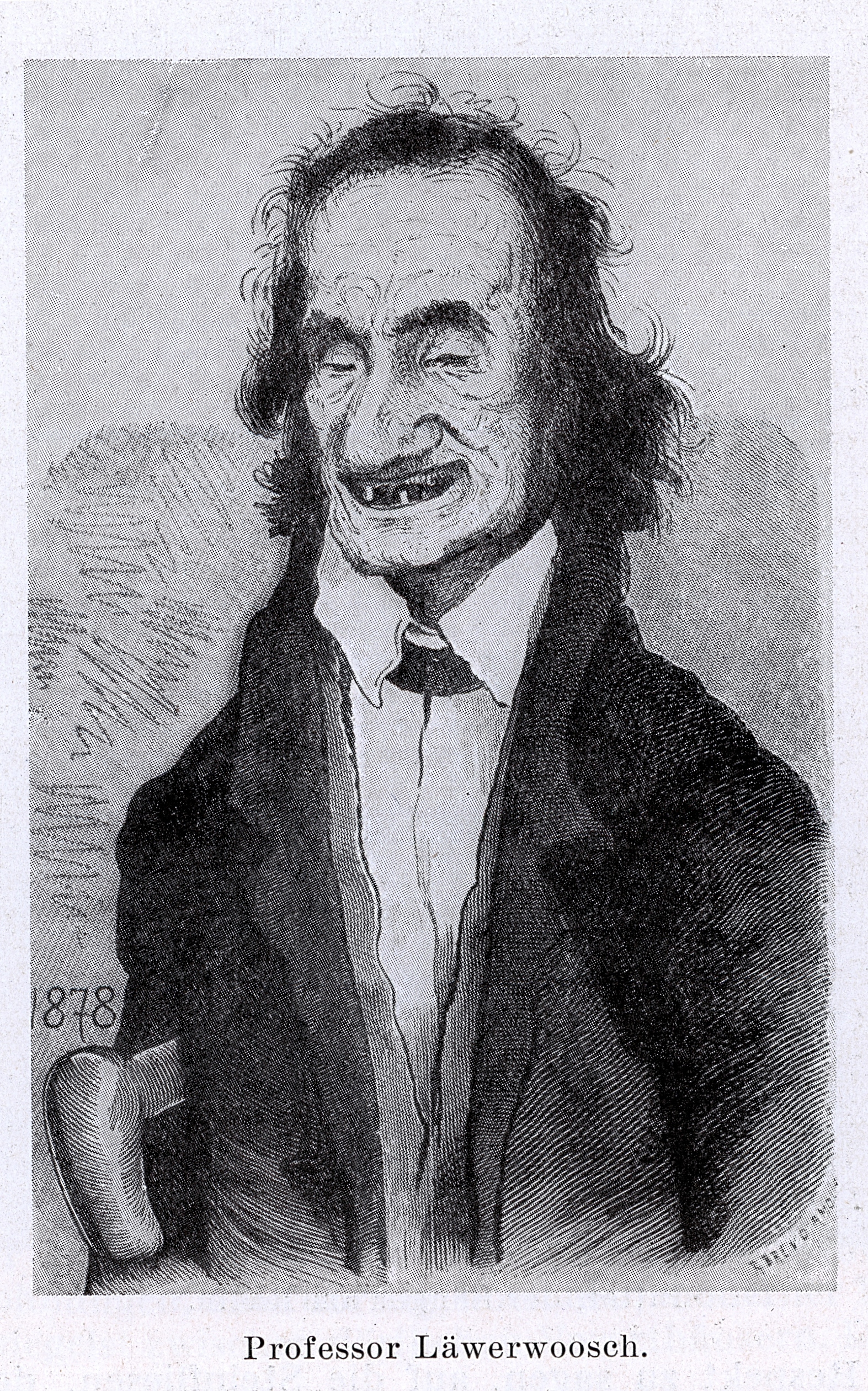
Professor Läwerwoosch
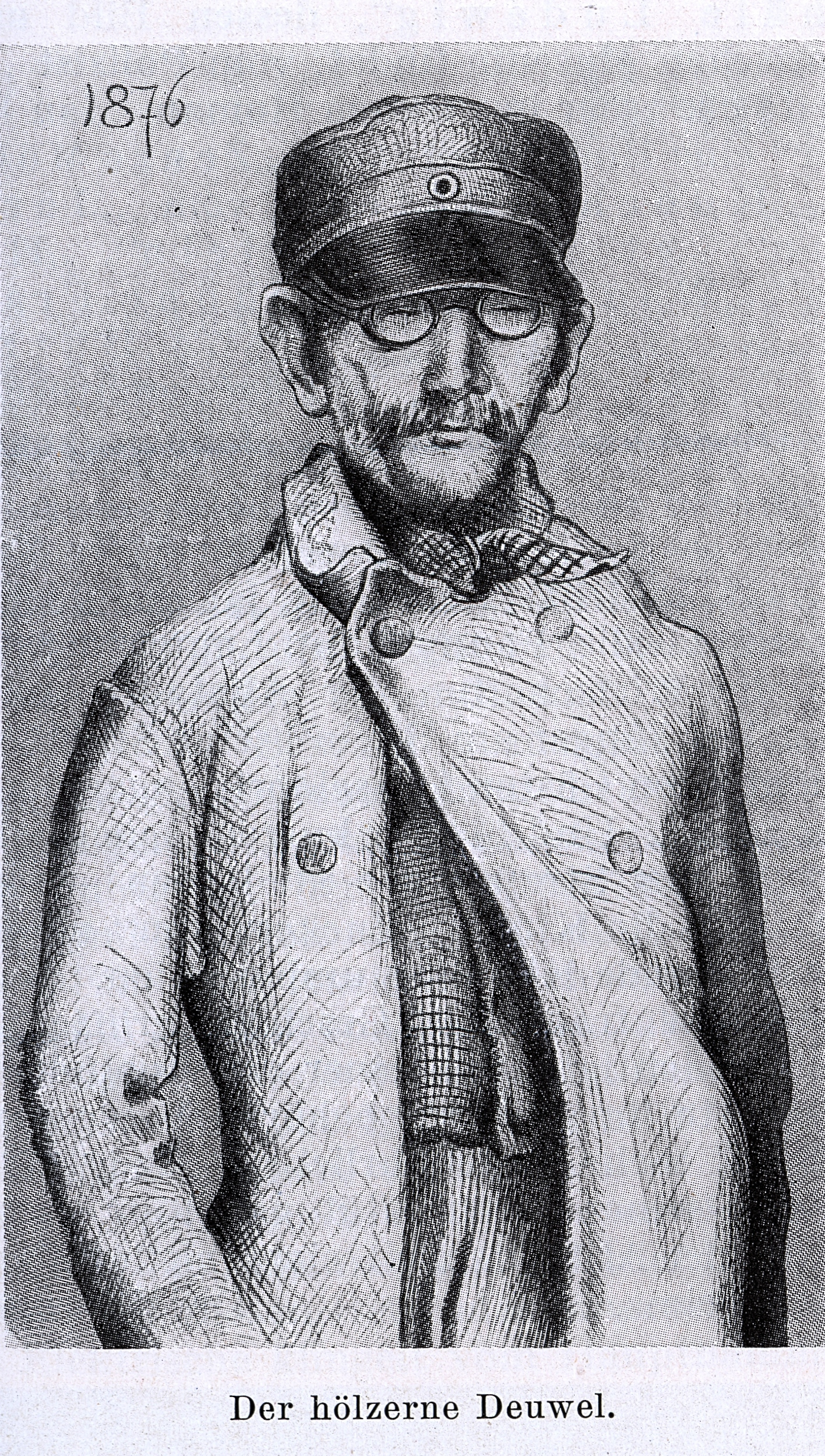
Der hölzerne Deuwel
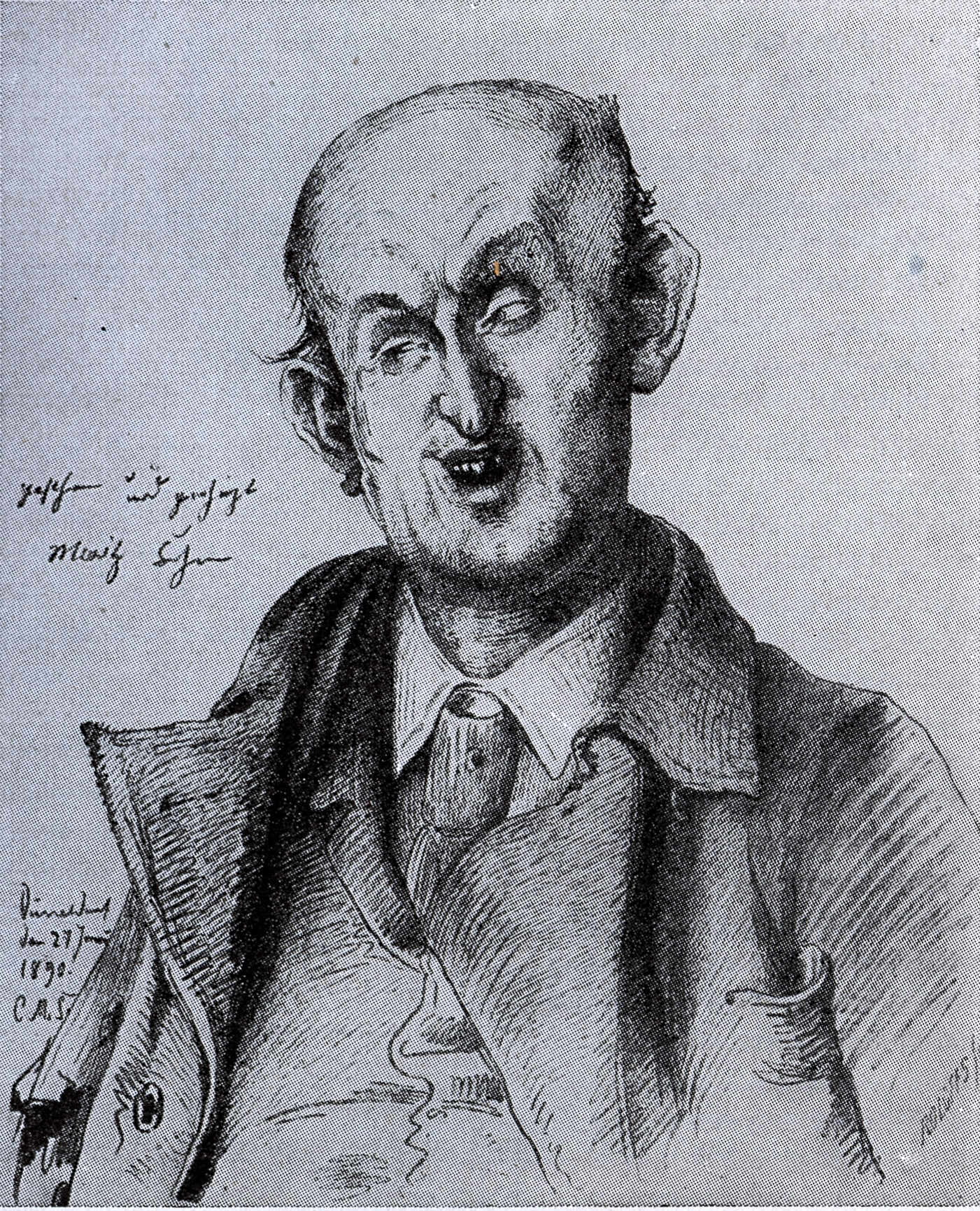
Der schäle Moritz
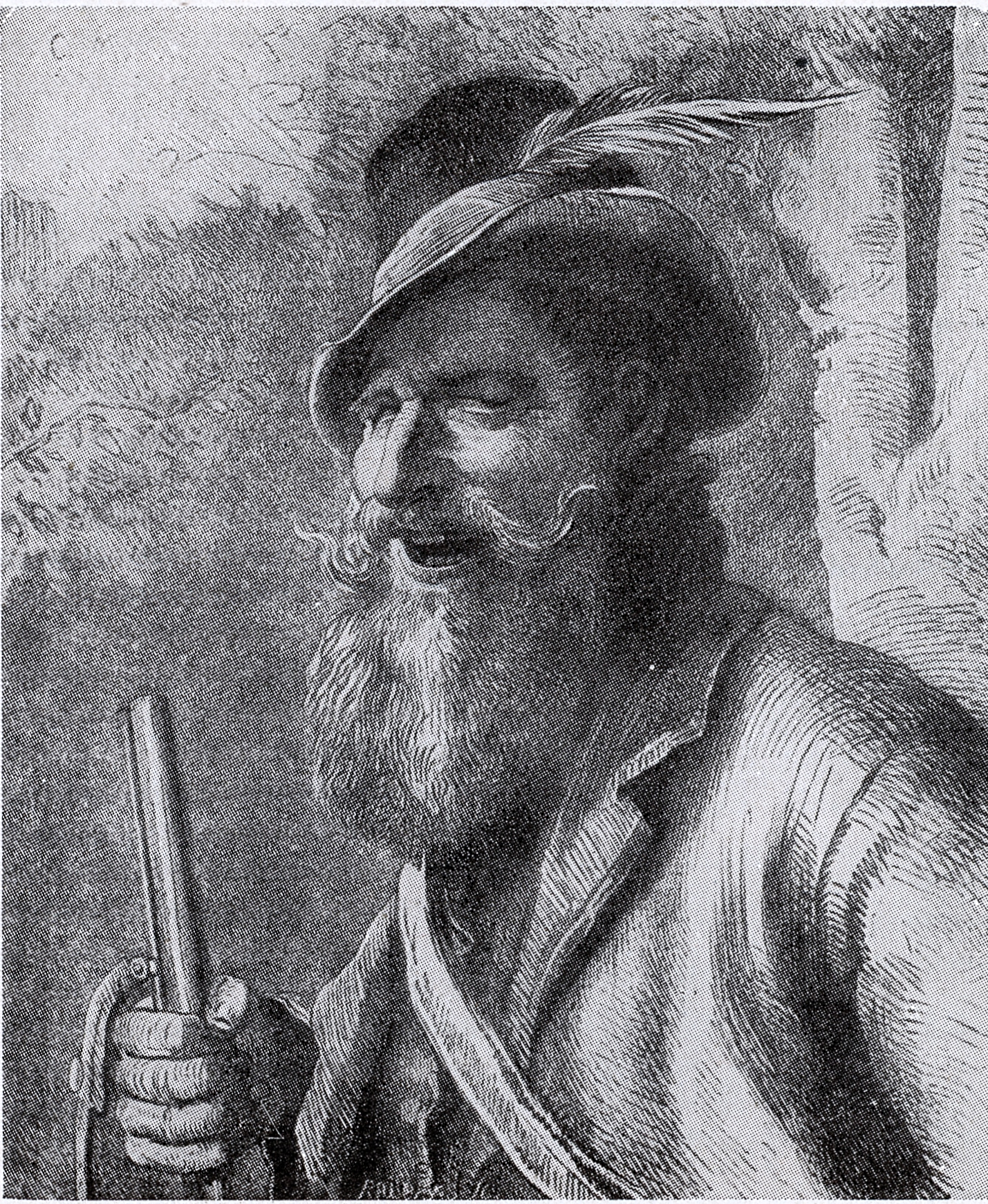
Der Muggel